# بازجوانه‌زن

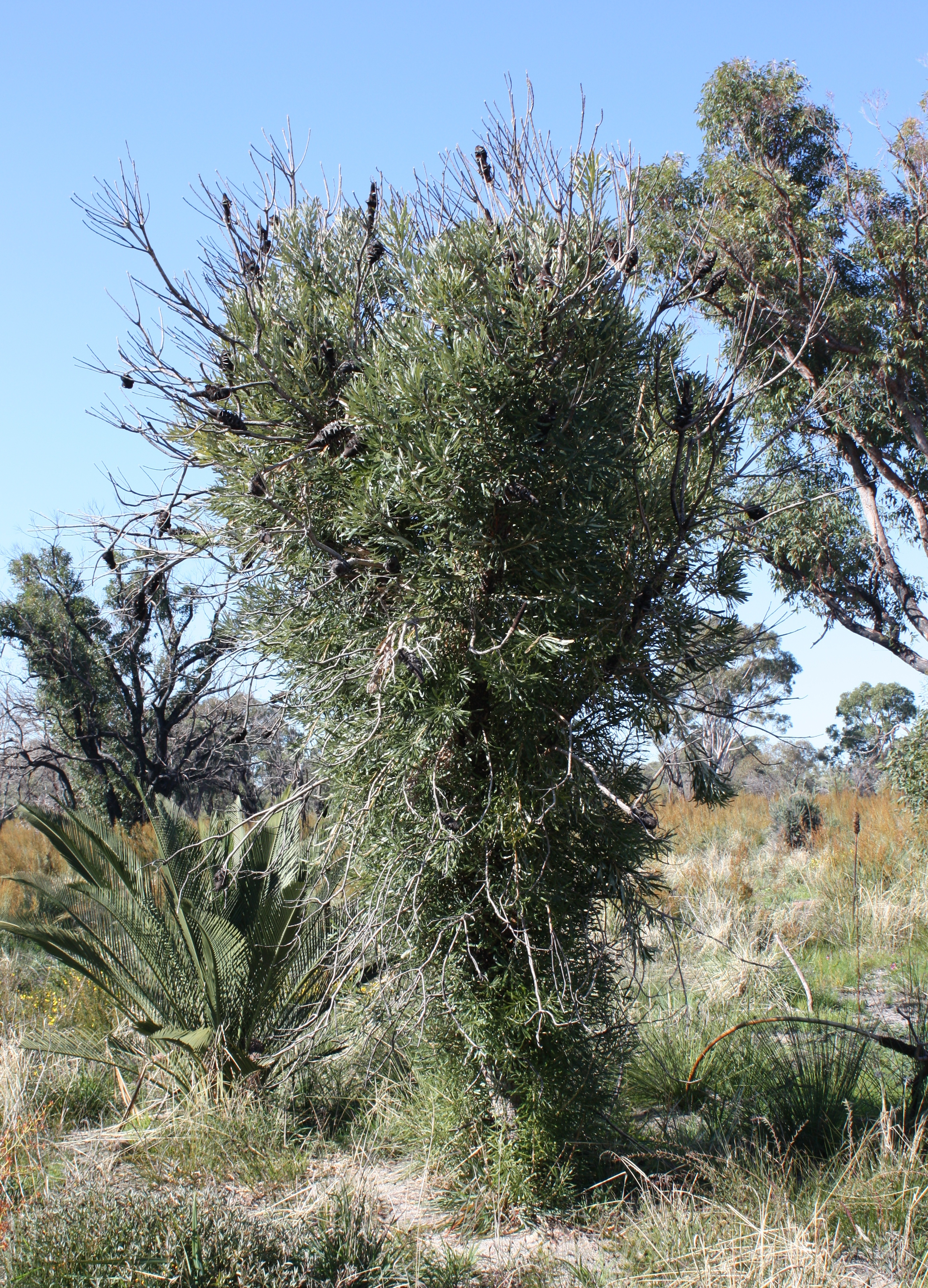
Banksia attenuata از جوانه‌های گره‌پوستی به دنبال آتش‌سوزی در بوته‌ها جوانه می‌زند

بازجوانه‌زن‌ها (به انگلیسی: Resprouter) گونه‌های گیاهی هستند که با فعال شدن جوانه‌های رویشی نهفته برای تولید رشد دوباره توانایی زنده ماندن در آتش را دارند.
گیاهان ممکن است از یک بانک جوانه رشد کنند که می‌تواند در مکان‌های مختلف، از جمله در تنه یا شاخه‌های اصلی (پاجوش‌های گره‌پوستی) یا در ساختارهای زیرزمینی مانند غده‌ها، پیازها و دیگر ساختارها قرار گیرد.
بازجوانه‌زن‍ها ویژهٔ چشم‌انداز چاپارال، خوش‌بوته‌زار، کوونگان، ساوانا و دیگر چشم‌اندازهایی که آتش‌سوزی‌های دوره‌ای را تجربه می‌کنند، هستند.